# Hingalamamengi
Hingalamamengi is een bestuurslaag in het regentschap Lembata van de provincie Oost-Nusa Tenggara, Indonesië. Hingalamamengi telt 1228 inwoners (volkstelling 2010).